# Marco Brito
Marco Brito (ur. 4 sierpnia 1977) – brazylijski piłkarz występujący na pozycji napastnika.

## Kariera piłkarska
Od 1997 do 2012 roku występował w Fluminense FC, Yokohama F. Marinos, Coritiba, APOEL FC, CR Vasco da Gama, Santa Cruz, Ponte Preta, América, CSA, Morrinhos i São Gonçalo.